# Gerd Presler

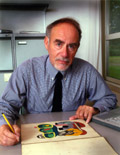
Gerd Presler (2004)

Gerd Presler (* 27. November 1937 in Hannover) ist ein deutscher Theologe, Religionspädagoge und Kunstwissenschaftler.

## Leben
Presler schrieb an der Theologischen Fakultät der Westfälischen Wilhelms-Universität bei Ernst Haenchen eine 1970 Dissertation über den dänischen Philosophen und Theologen Søren Kierkegaard. 1972 übernahm er eine Professur an der Pädagogischen Hochschule Karlsruhe für Systematische Theologie und Religionspädagogik. Im Rahmen seiner theologischen Forschungsarbeit veröffentlichte er über Martin Luther King, Jr. und Søren Kierkegaard. An der Philosophischen Fakultät der Universität Heidelberg wurde er 1996 mit einer Arbeit über die Skizzenbücher von Ernst Ludwig Kirchner zum zweiten Mal promoviert. Die Editionen und Ergebnisse seiner Forschungen u. a. zu den Skizzenbüchern von Edvard Munch, Max Beckmann, Karl Hofer und vor allem Asger Jorn machten ihn weltweit zu „Mr. Sketchbook“. Von 2011 bis 2024 war er Mitglied des Karl Hofer Komitees, Köln. Das Museum Jorn in Silkeborg (DK) ernannte ihn „wegen seiner uneigennützigen Verdienste um das Werk von Asger Jorn (zwei Werkverzeichnisse)“ zum Ehrenmitglied. Seit 2023 ist er Mitglied des Kuratoriums des KirchnerHAUS-Vereins in Aschaffenburg.   

## Werk
Der Schwerpunkt seines wissenschaftlichen Wirkens liegt in der Bildenden Kunst. Zu seinen Publikationen gehören Bücher über die Künstlergruppe Die Brücke, Art brut (L’Art Brut. Kunst zwischen Genialität und Wahnsinn) sowie über die Neue Sachlichkeit (Malerei der Neuen Sachlichkeit. Glanz und Elend der 20er Jahre). Eugen Engelsberger charakterisierte Preslers Arbeitsweise als „geprägt von souveränem Desinteresse an allem, was ihn von seinem Wege abhalten konnte“.
Presler erarbeitete 10 Werkverzeichnisse. So zur Druckgraphik Franz Radziwills und zu Skizzenbüchern von Ernst Ludwig Kirchner, Edvard Munch, Ludwig Meidner u. a. In Das Skizzenbuch – Glücksfall der Kunstgeschichte legte er wissenschaftlichen Kriterien für die Charakterisierung des schöpferischen Ortes „Skizzenbuch“ vor. Das Spektrum der Untersuchungen reicht dabei von Degas, Munch, Kandinsky, Picasso, Kirchner über Marc, Arp, Beckmann, Schiele und Jorn bis zu Baumeister, Oskar Schlemmer, Joan Mitchell, Paul Thek, Anselm Kiefer und Arnulf Rainer. Presler charakterisierte das Skizzenbuch als den Ort, an dem – ähnlich wie beim „Urknall“ in der Kosmologie – die schöpferische Energie gleichsam explodiert und sich in Strichen, Flächen und Strukturen „materialisiert.“. Geistige Energie verwandelt sich in sichtbare Form. Diesen Prozess beschreibt Presler als den eigentlichen Kern künstlerischen Schaffens. In den Kunstzeitschriften art – Das Kunstmagazin und Weltkunst veröffentlichte Presler umfassende thematische Aufarbeitungen. Er hatte Forschungsaufenthalte in Oslo, Silkeborg (DK), Washington, Davos, Genf, Zürich, Albissola, Hamburg, München, Nürnberg, Leipzig, Stuttgart. Er publizierte zu den europäischen Kupferstichkabinetten in Basel, Wien, Berlin, Dresden sowie zu den „Zentren der Neuen Sachlichkeit“ (Karlsruhe, Berlin, Hannover, München).
Im FAZ-Magazin erschienen Interviews zu Pontus Hultén, Ernst Beyeler, Werner Haftmann, Thomas Grochowiak, Roman Norbert Ketterer und Eberhard W. Kornfeld; außerdem schrieb er dort „Warum-Interviews“ über Sportgrößen wie Kurt Bendlin, Boris Becker oder Steffi Graf.
1995 fand er in einem Skizzenbuch Kirchners den Nachnamen des Brücke-Modells Fränzi. Mit diesem Nachnamen gelang es, weitere Daten in einem kirchlichen Taufregister in Dresden zu finden, wodurch die bis dahin umstrittene Identität von Lina Franziska Fehrmann wissenschaftlich abgesichert wurde. Gerd Presler fand ebenfalls den Nachweis, dass Kirchner es Fränzi erlaubte, in seinem Skizzenbuch 13 fünf Blätter für Zeichnungen zu nutzen. Er erlaubte ihr, sein „Heiliges Terrain“ zu betreten und gab ihr nicht nur einen Bleistift, sondern auch einen grünen Farbstift. Das Skizzenbuch 13 mit drei von Fränzi genutzten Blättern gehört dem Kirchner Museum Davos. Ein beidseitig bearbeitetes Blatt – diesem Skizzenbuch 13 entnommen – befindet sich seit Kurzem in der Staatlichen Kunsthalle Karlsruhe. Der Vorgang, dass ein Künstler es seinem Modell erlaubte, gleichsam die Seiten zu wechseln und die passive Rolle des Modells zu verlassen, um auf die andere Seite, die Seite der „Schaffenden“ zu wechseln, dürfte singulär sein. Damit bezeugen die fünf Zeichnungen Fränzis einen in der Kunstgeschichte kaum oder gar nicht bekannten Vorgang.
Zudem gelang es Gerd Presler, die Identität des Brücke-Modells Marcella zusichern, ebenfalls durch das Auffinden ihres Namens in einem kirchlichen Taufregister in Dresden. Durch Quellenstudium gelang es Presler, den Titel des bekanntesten Gemäldes von Edvard Munch zu sichern. Handschriftliche Dokumente des Künstlers erwähnen ausschließlich den Titel „Geschrei“ und „Das Geschrei“.
2021 legte er das Buch Am Anfang. Zeichnungen aus der Kindheit großer Künstlerinnen und Künstler vor, in dem er erstmals frühe Zeichnungen von u. a. Katharina Grosse, Maria Lassnig, Anselm Kiefer, Sam Francis, Joan Mitchell und Edvard Munch wissenschaftlich erschloss. Presler zog für seine Forschungen die „Befragungen“ der damals eingeladenen Künstler ein, die im Archiv in Mannheim bis heute aufbewahrt werden.

## Schriften (Auswahl)

### Publikationen

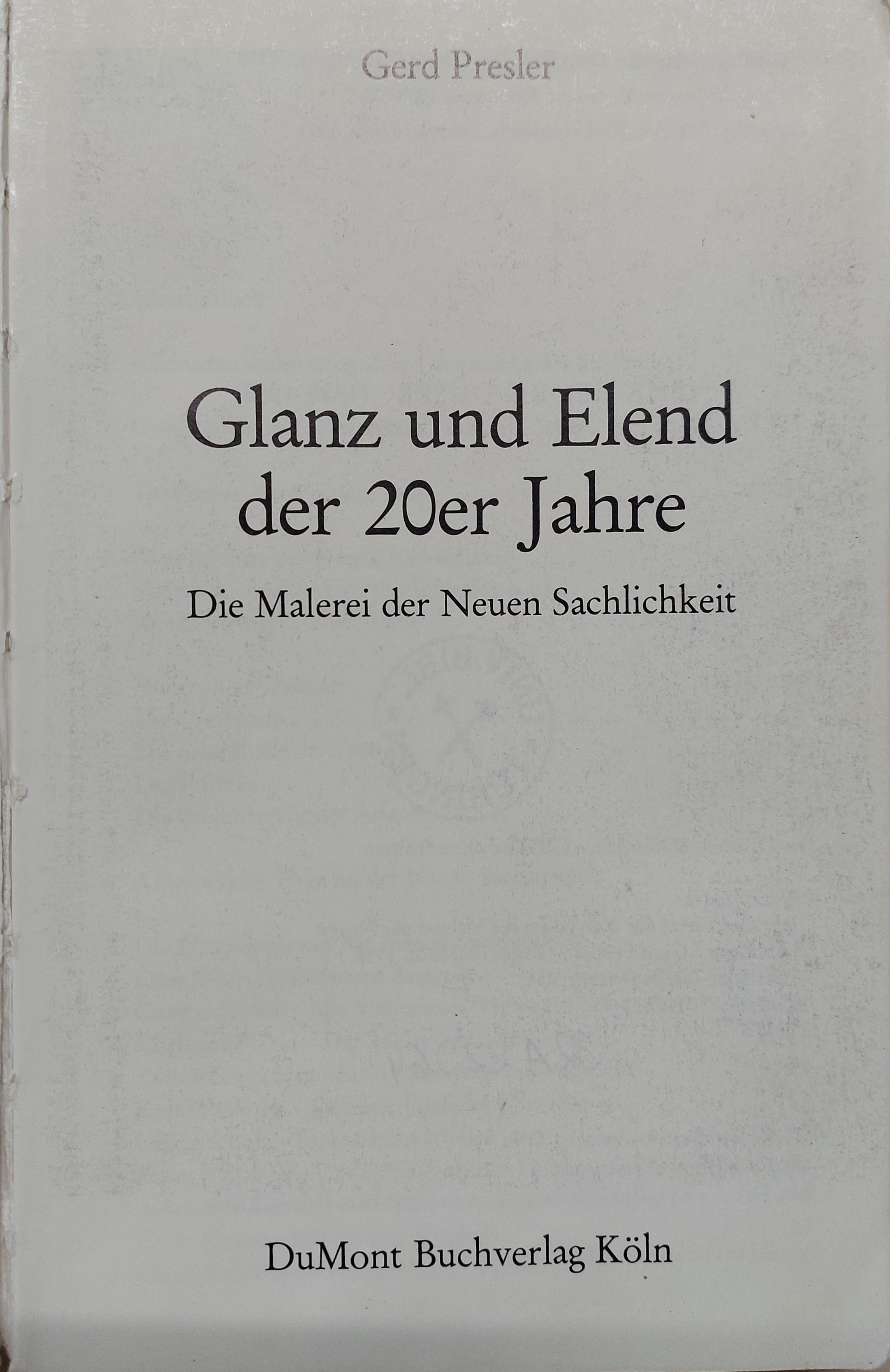
Glanz und Elend der 20er Jahre : die Malerei der Neuen Sachlichkeit (1992)

- Martin Luther King. Rowohlt, Reinbek 1984, ISBN 978-3-499-50333-7, 18. Auflage 2016.
- Ernst Ludwig Kirchner. Seine Frauen, seine Modelle, seine Bilder. Prestel. München 1998, ISBN 3-7913-1976-0.
- „Brücke“ an Dr. Rosa Schapire. Mannheim 1990, ISBN 978-3-89165067-7.
- Referate schreiben, Referate halten. Zeichnungen von Jürgen Döhmann. Fink, München 2002, ISBN 3-8252-2343-4.
- Die Brücke. Rowohlt, Reinbek 2007, ISBN 978-3-499-50642-0.
- Das Skizzenbuch. Glücksfall der Kunstgeschichte. Karlsruhe/Weingarten 2017, ISBN 978-3-96931-811-9.
- Am Anfang. Zeichnungen aus der Kindheit großer Künstlerinnen und Künstler. Weingarten/Baden 2021, ISBN 978-3-96931-784-6.

### Werkverzeichnisse
- Franz Radziwill, Werkverzeichnis der Druckgrafik. Karlsruhe/Dangast 1993, 2. Auflage 2010, ISBN 978-3-941850-10-1.
- Edvard Munch, Werkverzeichnis der Skizzenbücher. Oslo/Karlsruhe 2003, ISBN 3-937295-09-7.
- Asger Jorn, Werkverzeichnis der Skizzenbücher. Silkeborg/Karlsruhe 2006, ISBN 87-87932-94-6.
- Asger Jorn, Werkverzeichnis der Druckgraphik. München/Silkeborg 2006, ISBN 978-87-92307-04-0.
- Willi Baumeister: Werkverzeichnis der Skizzenbücher. Catalogue raisonne of the sketchbooks, Kunstmuseum Stuttgart 2010, ISBN 978-3-422-06890-2.
- Walter Stöhrer, Die Skizzenbücher. Berlin 2012, ISBN 978-3-940048-12-7.
- Ludwig Meidner:  Werkverzeichnis der Skizzenbücher. Catalogue raisonne of His Sketchbooks, München / New York 2013. (Co-Autor: Erick Riedel), ISBN 978-3-7913-5302-9.
- Ernst Ludwig Kirchner, Werkverzeichnis der Skizzenbücher. Davos/Karlsruhe 2019, ISBN 978-3 86833-275-9.
- Max Beckmann, Die Skizzenbücher, Band I, II, Max Beckmann Gesellschaft München 2010, (Co-Autor: Dr. Chr. Zeiller) ISBN 978-3-7757-2274-2
- Karl Hofer, Werkverzeichnis der Skizzenbücher, Van Ham Art Publications, 2015, ISBN 978-3-9815510-1-3